# Be My Baby (canção de The Ronettes)
"Be My Baby" é um single de 1963 escrito por Phil Spector, Jeff Barry e Ellie Greenwich, interpretado por The Ronettes, lançado como o primeiro single do grupo e produzido por Spector. 
A canção é uma de uma série de produções de Spector que contam com o vocal de apoio de Cher, até então uma aspirante a cantora de dezessete anos.
A canção está na posição de n° 22 na lista das 500 melhores canções de todos os tempos, publicada em 2004 pela revista Rolling Stone.